# Adrian Ungur
Adrian Ungur (* 25. Januar 1985 in Pitești) ist ein ehemaliger rumänischer Tennisspieler.

## Leben und Karriere

### Bis 2004: Juniorenkarriere und erste Erfolge bei Future-Turnieren
Adrian Ungur begann im Alter von acht Jahren, Tennis zu spielen. In den Jahren 2001 bis 2003 nahm er an internationalen Juniorenturnieren teil und konnte dabei mehrere Titel gewinnen. Dadurch stieg er in der Junioren-Weltrangliste bis auf Platz 10. Seit 2001 nahm er zudem an Profi-Turnieren teil und konnte im Mai 2004 in Rumänien seinen ersten Future-Titel gewinnen. Im weiteren Jahresverlauf erreichte er noch drei weitere Future-Finals, von denen er eines gewann.

### 2005–2007: Etablierung auf der Challenger Tour
Im Jahr 2005 gewann Adrian Ungur vier weitere Future-Titel. Da er in der Weltrangliste mittlerweile in die Top 400 vorgestoßen war, spielte er nun vermehrt Turniere der ATP Challenger Tour. Dabei konnte er in Oberstaufen und Brașov zwei Halbfinals erreichen. Im Mai 2006 stand Ungur in Rom erstmals im Finale eines Challenger-Turniers, er verlor jedoch in drei Sätzen gegen Oliver Marach. Knapp zwei Monate später folgte in Constanța ein weiteres Finale, doch erneut ging Ungur gegen Konstantinos Economidis als Verlierer vom Platz. Durch diese Erfolge stieg er erstmals kurzzeitig in die Top 200 der Weltrangliste ein. 2007 versuchte Adrian Ungur erstmals, sich für die Grand-Slam-Turniere in Melbourne und Paris zu qualifizieren, schaffte jedoch jeweils nicht den Sprung ins Hauptfeld. Auf Challenger-Ebene erreichte er im September 2007 in Todi ein Finale, verlor dieses jedoch gegen Stefano Galvani.

### 2008–2011: Challenger-Titel und ATP-Debüt
Im Juni 2008 konnte Adrian Ungur schließlich in Sofia in seinem vierten Challenger-Finale gegen Franco Ferreiro seinen ersten Titel gewinnen. Zwei Wochen später erreichte er in Constanța ein weiteres Finale, dort endete seine Siegesserie jedoch gegen Nicolas Devilder. Das folgende Jahr verlief dann jedoch weniger erfolgreich für Ungur: Zwischen Juli 2008 und Mai 2009 gab es insgesamt zwölf Erstrundenniederlagen. Nachdem er im Juli 2008 mit Rang 169 seine bis dahin beste Weltranglistenplatzierung erreicht hatte, war er ein Jahr später bis auf Platz 621 zurückgefallen. Im September 2009 fand Adrian Ungur dann jedoch zurück in die Erfolgsspur: Nach einer Halbfinalteilnahme in Brașov erreichte er beim Challenger-Turnier in Todi als Qualifikant das Finale, in welchem er nur knapp Simon Greul unterlag. Nur eine Woche später stand er in Palermo in einem weiteren Finale und konnte dort gegen Albert Ramos Viñolas seinen zweiten Challenger-Titel gewinnen. Im Mai 2010 wurde Adrian Ungur erstmals in die rumänische Davis-Cup-Mannschaft berufen. Er verlor zwar sein Einzel gegen Serhij Stachowskyj, Rumänien siegte aber dennoch mit 3:1 gegen die Ukraine. Beim Aufstiegsspiel um die Weltgruppe im September 2010 trug Ungur dann zwei Einzelsiege zum 5:0-Sieg über Ecuador bei. Nachdem er in dieser Saison insgesamt vier Challenger-Halbfinals erreicht und sich dadurch in der Weltrangliste bis auf Platz 122 vorgearbeitet hatte, bekam er für das ATP-Turnier in Bukarest eine Wildcard. In der ersten Runde konnte er sich in einem knappen Dreisatzmatch gegen den an Position 7 gesetzten Top-100-Spieler Andreas Seppi durchsetzen, schied dann aber gegen Björn Phau aus.
Nach einem weniger starken Jahr 2010 mit nur einem Titel im Doppel in Rimini, gelang ihm im Februar in Acapulco erstmals die Qualifikation für ein ATP-Turnier. In der ersten Hauptrunde war er jedoch chancenlos gegen den an Position 1 gesetzten späteren Turniersieger David Ferrer. Bei der anschließenden Davis-Cup-Partie gegen Argentinien siegte Ungur nach einer Niederlage gegen David Nalbandian im letzten Einzel gegen den Top-50-Spieler Juan Mónaco, zu diesem Zeitpunkt hatte Rumänien allerdings schon mit 0:4 zurückgelegen. Im April 2011 qualifizierte sich Ungur in Belgrad für ein weiteres ATP-Turnier. Nach einem knappen Sieg über Rubén Ramírez Hidalgo traf er in der zweiten Runde auf den Weltranglistenersten Novak Đoković, gegen den er glatt verlor. Auf Challenger-Ebene konnte Ungur in diesem Jahr zwei Turniere gewinnen: Im Juli 2011 siegte er im Finale von San Benedetto über Stefano Galvani, einen Monat später gewann er das Finale von Manerbio gegen Peter Gojowczyk. Für das ATP-Turnier von Bukarest im September 2011 bekam er wie schon im Vorjahr eine Wildcard und konnte durch einen Sieg über Lukáš Rosol erneut die zweite Runde erreichen, bevor er gegen João Souza ausschied. Im Oktober 2011 erreichte er in Palermo ein weiteres Challenger-Finale, verlor dort jedoch glatt gegen Carlos Berlocq.

### Ab 2012: Einstieg in die Top 100
Das Jahr 2012 begann für Adrian Ungur mit einer Challenger-Finalteilnahme in Bucaramanga, wo er gegen Wayne Odesnik verlor. Im Februar 2012 war er in Viña del Mar erstmals direkt für ein ATP-Turnier qualifiziert, schied jedoch in der ersten Runde gegen Horacio Zeballos aus. Drei Wochen später stand Ungur in Meknès erneut in einem Challenger-Finale. Er verlor dieses zwar gegen Jewgeni Donskoi, dennoch stieg er daraufhin erstmals in die Top 100 der Weltrangliste ein. Ende März stand Ungur in Marrakesch zum dritten Mal in diesem Jahr in einem Challenger-Finale, und zum dritten Mal ging er gegen Martin Kližan als Verlierer vom Platz. Bei den French Open kam Ungur schließlich zu seinem Grand-Slam-Debüt und konnte nach einem Erstrundensieg über den ehemaligen Weltranglistendritten David Nalbandian sogleich die zweite Runde erreichen. Dort traf er auf den an Position drei gesetzten späteren Halbfinalisten Roger Federer, gegen den er immerhin einen Satz gewinnen konnte. Zum 11. Juni 2012 erreichte er mit Rang 79 in der Einzel-Weltrangliste seine Karrierebestmarke. Viermal in Folge erreichte er daraufhin das Hauptfeld bei den Grand-Slam-Turnieren, kam dabei aber nie über die erste Runde hinaus. Bei den im Juli stattfindenden Olympischen Spielen in London schied Ungur im Einzel nach einer Niederlage gegen Gilles Müller in der ersten Runde aus. Auch im Doppel kam er mit Horia Tecău nicht über die Auftaktpartie hinaus. Im August 2012 gewann Ungur das Challenger-Turnier in Sibiu, nachdem er im Finale seinen Landsmann Victor Hănescu in zwei Sätzen besiegte.
Im Saisonverlauf 2013 gewann er auf der Challenger Tour im Einzel die Turniere in Tunis und Arad, im Jahr darauf sicherte er sich in San Marino seinen achten Challenger-Titelgewinn im Einzel. Erfolgreicher verlief die Saison 2014 für Ungur dagegen im Doppel, als er im August und September die Doppelkonkurrenzen in Cordenons (mit Potito Starace), Brașov (mit Daniele Giorgini) und Sibiu (mit Starace) gewann. Zum Saisonauftakt folgte 2015 an der Seite von Laurynas Grigelis der Turniersieg im Doppel in Casablanca, ehe er im April den größten Erfolg im Doppel seiner Karriere erzielte. Beim World-Tour-Turnier in Bukarest ging Ungur dank einer Wildcard mit Marius Copil an den Start und gewann mit diesem auch den Wettbewerb. Im Finale bezwangen sie Nicholas Monroe und Artem Sitak mit 17:15 im Match-Tie-Break. Im September setzte sich Ungur in Sibiu im Finale des Challenger-Turniers gegen Pere Riba in drei Sätzen durch, womit er seinen zweiten Titel in Sibiu und den neunten und gleichzeitig letzten Einzeltitel auf der Challenger Tour gewann. Weitere Erfolge blieben bis zu seinem Rücktritt aus. Ungur trat nach den Sibiu Open 2018 vom Profitennis zurück. Im Davis Cup bestritt Ungur für Rumänien insgesamt 26 Partien, alle davon im Einzel, und gewann 12 davon.

### Privates
Ungur ist mit der ehemaligen Tennisspielerin Liana-Gabriela Ungur verheiratet, der Tochter des rumänischen Fußballspielers und -trainers Ilie Balaci.

## Erfolge
| Legende (Anzahl der Siege)  |
| Grand Slam                  |
| ATP World Tour Finals       |
| ATP World Tour Masters 1000 |
| ATP World Tour 500          |
| ATP World Tour 250 (1)      |
| ATP Challenger Tour (15)    |

| ATP-Titel nach Belag |
| Hartplatz (0)        |
| Sand (1)             |
| Rasen (0)            |

### Einzel

#### Turniersiege
| Nr. | Datum              | Turnier       | Belag | Finalgegner          | Ergebnis       |
| --- | ------------------ | ------------- | ----- | -------------------- | -------------- |
| 1.  | 15. Juni 2008      | Sofia         | Sand  | Franco Ferreiro      | 6:3, 6:0       |
| 2.  | 27. September 2009 | Palermo       | Sand  | Albert Ramos Viñolas | 6:4, 6:4       |
| 3.  | 10. Juli 2011      | San Benedetto | Sand  | Stefano Galvani      | 7:5, 6:2       |
| 4.  | 24. August 2011    | Manerbio      | Sand  | Peter Gojowczyk      | 4:6, 7:64, 6:2 |
| 5.  | 12. August 2012    | Sibiu (1)     | Sand  | Victor Hănescu       | 6:4, 7:61      |
| 6.  | 5. Mai 2013        | Tunis         | Sand  | Diego Schwartzman    | 4:6, 6:0, 6:2  |
| 7.  | 9. Juni 2013       | Arad          | Sand  | Marius Copil         | 6:4, 7:63      |
| 8.  | 10. August 2014    | San Marino    | Sand  | Antonio Veić         | 6:1, 6:0       |
| 9.  | 28. September 2015 | Sibiu (2)     | Sand  | Pere Riba            | 6:4, 3:6, 7:5  |

### Doppel

#### Turniersiege

##### ATP World Tour
| Nr. | Datum          | Turnier  | Belag | Partner      | Finalgegner                 | Ergebnis          |
| --- | -------------- | -------- | ----- | ------------ | --------------------------- | ----------------- |
| 1.  | 26. April 2015 | Bukarest | Sand  | Marius Copil | Nicholas Monroe Artem Sitak | 3:6, 7:5, [17:15] |

##### ATP Challenger Tour
| Nr. | Datum              | Turnier    | Belag | Partner           | Finalgegner                          | Ergebnis          |
| --- | ------------------ | ---------- | ----- | ----------------- | ------------------------------------ | ----------------- |
| 1.  | 27. August 2006    | Manerbio   | Sand  | Gabriel Moraru    | Michał Przysiężny Federico Torresi   | 6:3, 6:3          |
| 2.  | 18. Juli 2010      | Rimini     | Sand  | Giulio Di Meo     | Juan Pablo Brzezicki Alexander Peya  | 7:66, 3:6, [10:7] |
| 3.  | 18. August 2014    | Cordenons  | Sand  | Potito Starace    | František Čermák Lukáš Dlouhý        | 6:2, 6:4          |
| 4.  | 6. September 2014  | Brașov     | Sand  | Daniele Giorgini  | Aslan Karazew Waleri Rudnew          | 4:6, 7:64, [10:1] |
| 5.  | 27. September 2014 | Sibiu      | Sand  | Potito Starace    | Alexandru-Daniel Carpen Marius Copil | 7:5, 6:2          |
| 6.  | 16. Januar 2015    | Casablanca | Sand  | Laurynas Grigelis | Flavio Cipolla Alessandro Motti      | 3:6, 6:2, [10:5]  |